# Bezirk Remedios
Remedios ist ein Bezirk (distrito) der Provinz Chiriquí in Panama. Die Einwohnerzahl betrug laut Volkszählung 2023 4.388.

## Gliederung
Der Bezirk Remedios ist administrativ in folgende Corregimientos unterteilt:
- Remedios (Hauptstadt)
- El Nancito
- El Porvenir
- El Puerto
- Santa Lucía

## Geschichte
Chiriquí wurde erstmals 1519 von Gaspar de Espinosa entdeckt. Der Real de Concepción wurde 1589 entvölkert, als die Ausbeutung der Minen eingestellt wurde, und infolgedessen wurde auch Santa Fe entvölkert. So begann eine Wanderung in die Savannen, um nacheinander Remedios (in 1589), Montijo (in 1590) und Alanje (in 1591) zu gründen. Remedios ist daher die älteste Stadt der chirischen Bevölkerung. Die Stadt Remedios wurde vom spanischen Kapitän Martín Gutiérrez gegründet und unterstand der Autorität des Gouverneurs von Veragua, Pedro Roque Riquelme.